# Якумо
Якумо́ (яп. 八雲町 Якумо-тё:) — посёлок в Японии, находящийся в уезде Футами округа Осима губернаторства Хоккайдо. Площадь посёлка составляет 955,99 км², население — 17 938 человек (30 июня 2014), плотность населения — 18,76 чел./км².

## Географическое положение
Посёлок расположен на острове Хоккайдо в губернаторстве Хоккайдо. С ним граничат посёлки Осямамбе, Мори, Ассабу, Отобе, Сетана, Имакане.

## Население
Население посёлка составляет 17 938 человек (30 июня 2014), а плотность — 18,76 чел./км². Изменение численности населения с 1980 по 2005 годы:
| 1980 | 26 359 чел. |  |
| 1985 | 25 621 чел. |  |
| 1990 | 23 781 чел. |  |
| 1995 | 22 315 чел. |  |
| 2000 | 21 438 чел. |  |
| 2005 | 20 131 чел. |  |

## Символика
Деревом посёлка считается тис остроконечный, цветком — подсолнечник однолетний, птицей — белоплечий орлан.